# 伊茲密爾進行曲
伊兹密尔进行曲（土耳其语：Izmir Marşı）是一首尼哈文德 (Nihâvend) 调式的军队行進曲，歌唱土耳其国父穆斯塔法·凯末尔·阿塔图尔克以及土耳其獨立戰爭期间土军进入伊兹密尔。其曲作者有争议，可能取材自地中海东部国家的民歌《Yayla Suyu》，更早的时候有《高加索进行曲》、《士麦那进行曲》等多个类似版本。